# Can Geli (Cornellà del Terri)
Can Geli és una masia de Cornellà del Terri (Pla de l'Estany) inclosa a l'Inventari del Patrimoni Arquitectònic de Catalunya.

## Descripció
Edifici rural de planta rectangular, amb planta baixa i dues plantes pis. La coberta és de teula àrab a dues vessants. Les parets portants són de maçoneria. Les façanes són arrebossades excepte la façana principal que ha estat repicada fa pocs anys, seguint un criteri ben discutible. Totes les obertures són emmarcades amb carreus i amb llinda de pedra d'una sola peça. La porta principal presenta un arc rebaixat.
Paller de can Poch
Edifici d'ús agrícola de planta rectangular, parets portants de maçoneria amb carreus a les cantonades i coberta a dues vessants amb cairats, llates i teula àrab. Hi ha un forjat intermedi fet amb cairats i rajoles. El bigam de la coberta és de tirada simple i descansa sobre el mur posterior i en façana sobre una encavallada de gran senzillesa.

## Història
S'hi resideix habitualment a la planta superior.